# جيمس ماكسويل مودي جونيور
جيمس ماكسويل مودي جونيور (بالإنجليزية: James Maxwell Moody, Jr.)‏ هو قاضي ومحامي أمريكي، ولد في 8 أغسطس 1964 في إل دورادو في الولايات المتحدة.